# David Langton (Schauspieler)
David Langton, eigentlich Basil Muir Langton-Dodds (* 16. April 1912 in Motherwell, Schottland; † 25. April 1994 in Stratford-upon-Avon, England) war ein britischer Schauspieler.

## Leben
Anfang der 1930er Jahre begann Langton seine Karriere als Theaterschauspieler, ab circa 1945 war er auch in Hauptrollen auf der Bühne zu sehen. Von 1955 an wirkte er in britischen Spielfilmen und ab 1957 zusätzlich in Fernsehfilmen und -serien mit, von denen einige auch im deutschsprachigen Raum gezeigt wurden. Internationale Bekanntheit erlangte Langton als Richard Bellamy in der von 1971 bis 1975 gedrehten 68-teiligen Fernsehserie Das Haus am Eaton Place. Seinen letzten Auftritt hatte er 1991 in der englischen Fernsehserie The Casebook of Sherlock Holmes.
Im Alter von 82 Jahren starb David Langton an den Folgen eines Herzinfarkts. Sein Sohn ist der britische Regisseur Simon Langton (* 1941), der unter anderem auch 1975 bei zwei Folgen der Serie Das Haus am Eaton Place Regie führte.

## Filmografie (Auswahl)
- 1957: Die Angst hat 1000 Namen (Seven Waves Away)
- 1957: Die heilige Johanna (Saint Joan)
- 1960: Die Welt der Suzie Wong (The World of Suzie Wong)
- 1962–1967: Mit Schirm, Charme und Melone (The Avengers; Fernsehserie, drei Folgen)
- 1964: Yeah! Yeah! Yeah!
- 1965: L – Der Lautlose (The Liquidator)
- 1971–1975: Das Haus am Eaton Place (Upstairs, Downstairs; Fernsehserie, 56 Folgen)
- 1976: Die unglaubliche Sarah (The Incredible Sarah)
- 1978: Anklage – Mord (L‘amour en question)
- 1979: Quintett
- 1982: Zeugin der Anklage (Witness for the Prosecution; Fernsehfilm)
- 1983: Der Hund von Baskerville (The Hound of the Baskervilles; Fernsehfilm)